# Бегущий олень (спортивная дисциплина)
«Бегущий олень» — одно из основных олимпийских упражнений в соревнованиях по пулевой стрельбе. Заключается в стрельбе по движущейся мишени, которая производится из многозарядной произвольной винтовки калибра 5,6-8 мм на дистанцию 100 м. Мишень, представляющая собой изображение оленя в натуральную величину, появляется из-за укрытия и двигается с постоянной скоростью по открытому участку (так называемому — окну пробега) протяженностью 23 м в течение 4 сек., а затем вновь скрывается за укрытием. «Олень» движется поочередно в двух направлениях — справа налево и слева направо. При этом стрельба ведется и одиночными, и двойными выстрелами.

## История
Стрелковая дисциплина «Бегущий олень» впервые вошла в программу соревнований Олимпийских игр в 1908 году в Лондоне. История чемпионатов мира по стрельбе в дисциплине «Бегущий олень» берёт своё начало в 1929 году. По существовавшим правилам мишень представляла собой изображение силуэта оленя в натуральную величину с нанесёнными на него тремя концентрическими кольцами с диаметрами от 150 мм (габарит пятиочковой зоны) до 450 мм с распределением дальнейших очков по габариту мишени. Олень совершал пробег длиной 23 м поочередно справа налево и наоборот в течение 4 с. Задача стрелка на первом этапе выполнения упражнения: поразить мишень сначала 50 выстрелами, по одному на каждом пробеге. На втором этапе стрелок в течение 4 с должен был совершить два выстрела по мишени в серии из 25 пробегов.
В СССР соревнования по этой дисциплине были прекращены после начала Великой Отечественной войны. В 1952 году проведение соревнований возобновили. По правилам 1952 года было разрешено использовать магазинную или полуавтоматическую винтовку любой модели, заряжаемую не менее чем двумя патронами.